# ایستل (لوئیزیانا)
ایستل (به انگلیسی: Estelle) شهری در ایالت لوئیزیانا کشور ایالات متحده آمریکا است که جمعیت آن در سرشماری سال ۲۰۱۰ میلادی، ۱۶٬۳۷۷ نفر بوده‌است.